# Mariner Glacier
Mariner Glacier är en glaciär i Antarktis. Den ligger i Östantarktis. Nya Zeeland gör anspråk på området. Mariner Glacier ligger 74 meter över havet.
Terrängen runt Mariner Glacier är platt åt nordost, men åt sydväst är den kuperad. Trakten är obefolkad. Det finns inga samhällen i närheten.